# Houtave
Houtave est une section de la commune belge de Zuyenkerque située en Région flamande dans la province de Flandre-Occidentale. C'était une commune à part entière avant la fusion des communes de 1977.

## Démographie

### Évolution démographique
- Sources : INS, Rem. : 1831 jusqu'en 1970 = recensements, 1976 = nombre d'habitants au 31 décembre[2].

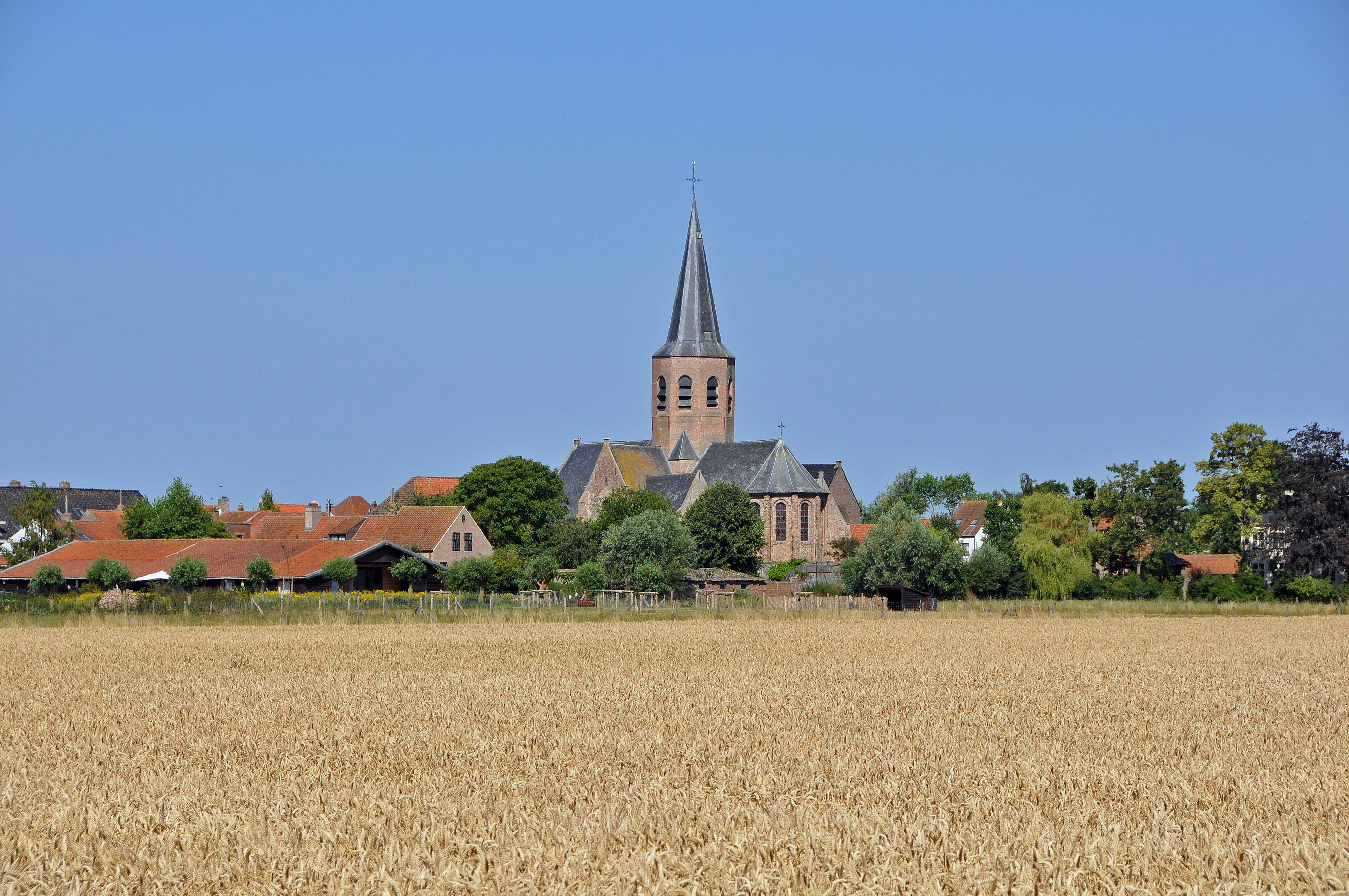
Le village et l'église
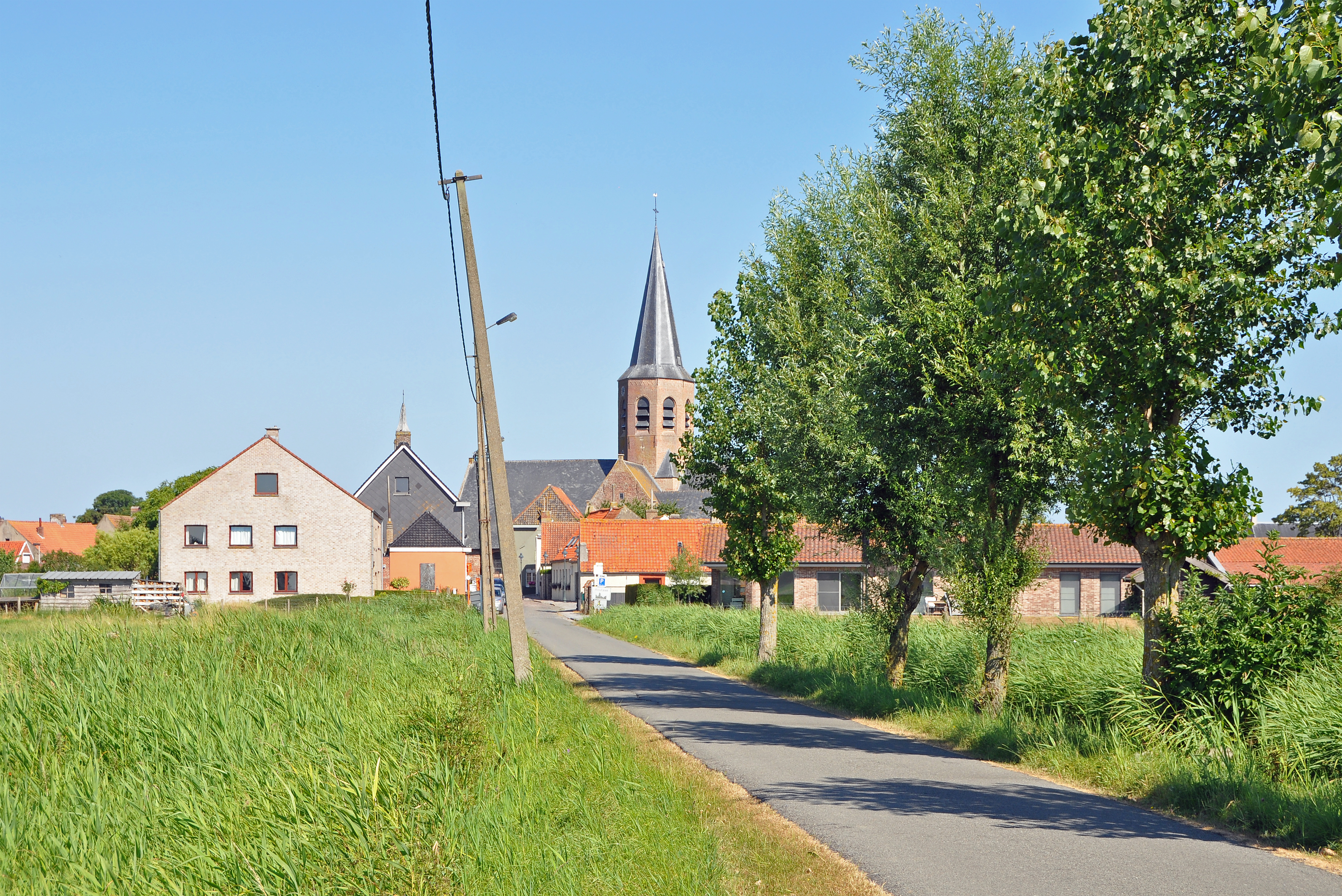
L'entrée du village côté sud
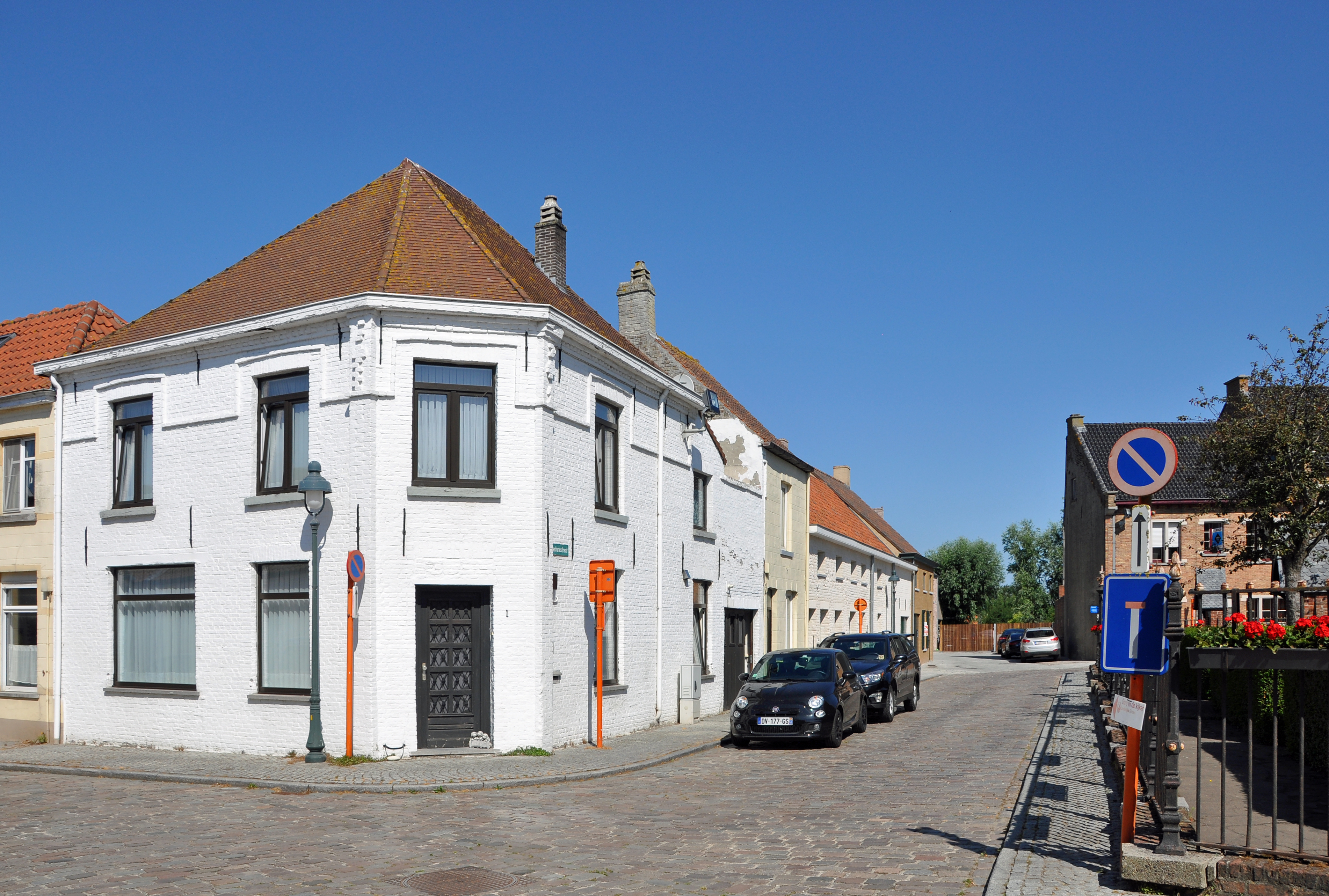
Le centre du village
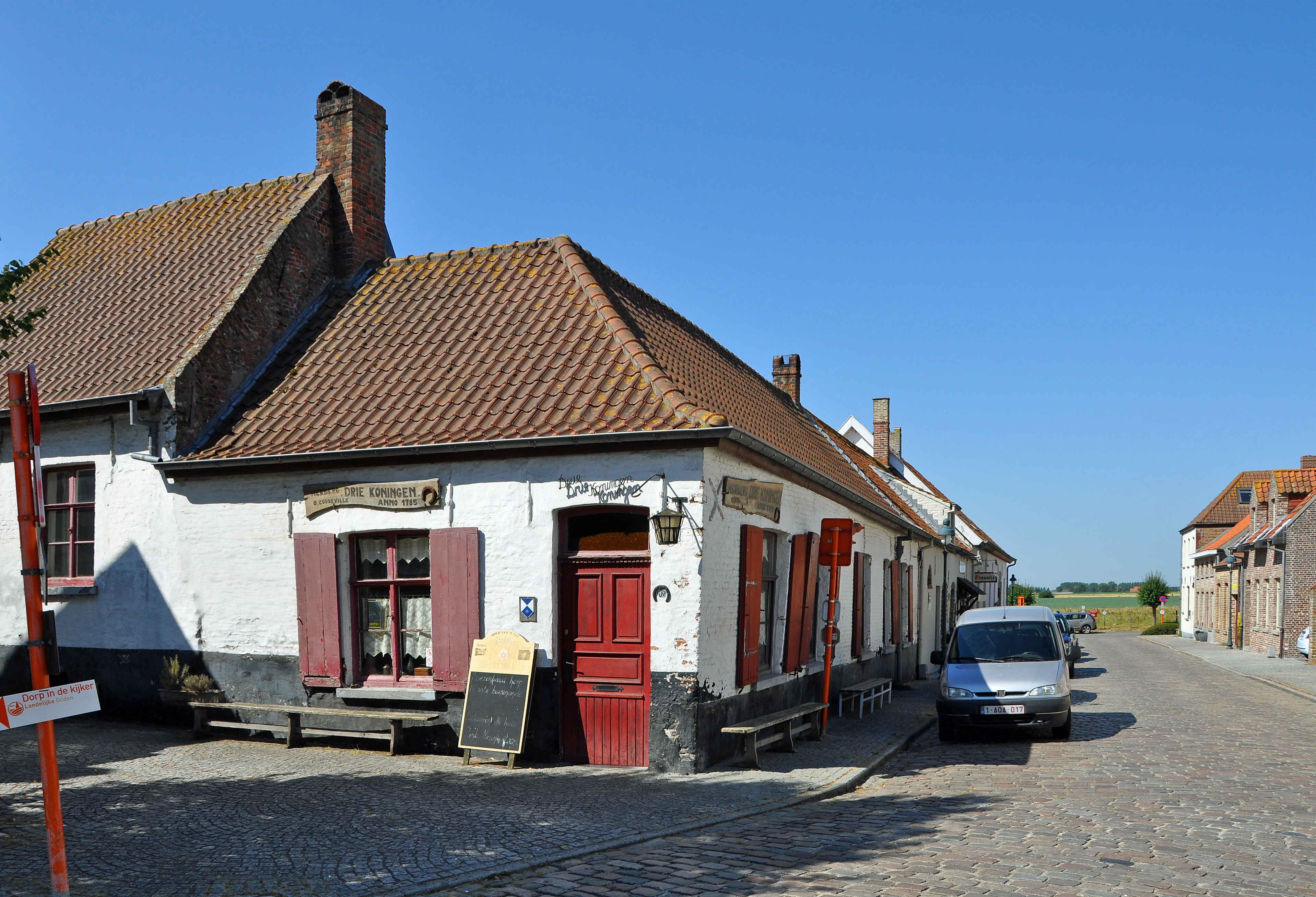
Le café De Drie Koningen ("les Rois Mages")
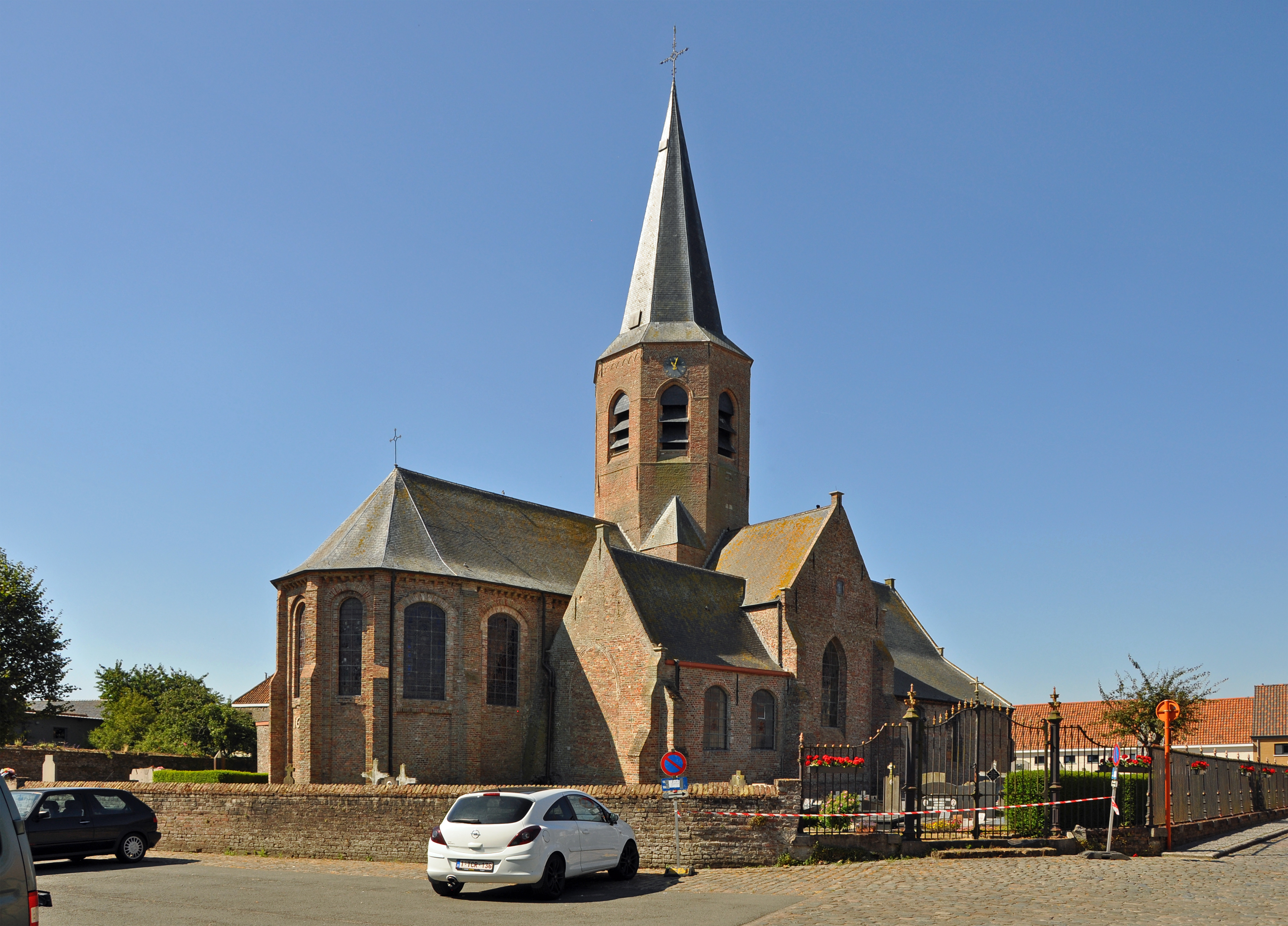
L'église paroissiale Saint-Bavon-et-Saint-Machut
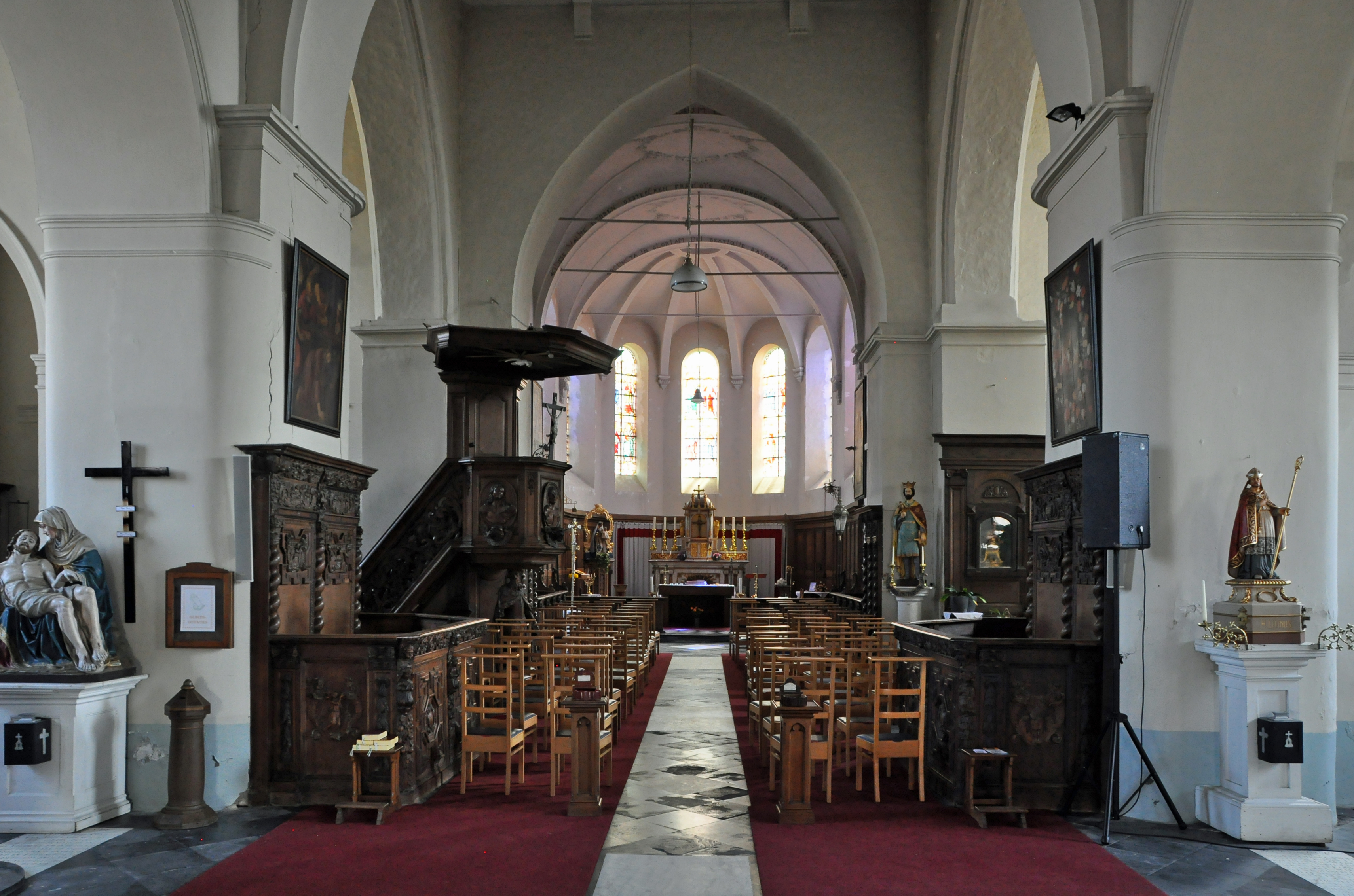
Vue intérieure de l'église